# Divine Light Mission
De Divine Light Mission (DLM), (Hindi: Divya Sandesh Parishad), of Missie van het Goddelijk Licht, was een nieuwe religieuze beweging gesticht door Hans Maharaj in 1960 in India en geregistreerd te Patna. Zijn jongste zoon, Prem Pal Singh Rawat (geb. 1957) volgde zijn vader op en werd de zeer jonge goeroe onder de naam Guru Maharaj ji van de beweging toen zijn vader stierf in 1966. Dit was een breuk in de Hindoegewoonte van eerstgeboorterecht. In 1974 raakte Prem Rawat in conflict met zijn moeder mede door zijn levensstijl en zijn huwelijk met de Amerikaanse stewardess Marolyn Johnson. Zij hield zijn gedrag voor verwesterd en niet in overeenstemming met de Hindoetradities. Zij onterfde hem en probeerde door middel van juridische procedures het leiderschap van de DLM te geven aan haar oudste zoon, Satpal. De uitkomst van de rechtszaken was dat Prem Rawat de leiding kreeg van de DLM buiten India en de oudste zoon, Satpal, die binnen India.
De hierna volgende informatie behandelt uitsluitend het niet-Indiase deel van de DLM, geïnspireerd of geleid door Prem Rawat.

## De Divine Light Mission en Elan Vital in Nederland
De DLM was een tamelijk bekende beweging in Nederland in de jaren 70 en begin jaren 80. De beweging heet nu Elan Vital en is nauwelijks meer bekend in Nederland. De volgelingen heetten premies, maar noemen zichzelf nu studenten. Elan Vital leert de mens innerlijke vrede te verkrijgen door middel van vier meditatietechnieken die min of meer geheim zijn voor niet ingewijden. De huidige organisatie geeft niet zoveel informatie over zichzelf en verwijst voor meer informatie naar de video's waarin Rawat spreekt. Na het bekijken van alle video's kan men ingewijd worden in de meditatietechnieken. Guru Maharaj ji heette ook Maharaj, en Balyogeshwar, maar noemt zichzelf nu Prem Rawat en heeft de titel goeroe laten vallen. De meeste Hindoe/Sikh-aspecten van de beweging zijn afgeschaft.
De beweging had volgens de Nederlandse godsdienstwetenschapper Dr. Reender Kranenborg sterke bhakti-elementen en had volgens Wim Haan, die de Nederlandse vestiging van de groep gedurende twee jaar bestudeerd had (zie referenties) nauwelijks een filosofische achtergrond. Volgens Haan werd de leer samengevat in de tekst van een lied dat tijdens het aarti-ritueel 1 werd gezongen.
Dr. Paul Schnabel schreef over de DLM dat haar boodschap zich helemaal concentreerde op de persoon van goeroe Maharaj Ji. In hem manifesteren zich goddelijke liefde en waarheid. Hieraan kan men deel hebben, door zich volledig over te geven aan de goeroe, die men dan ook altijd zal volgen. Als men dit doet, dan zal men zich bewust worden van de innerlijke wezenskern (Knowledge). 'Knowledge' ervoer men tijdens de meditatie; er zijn vier meditatietechnieken, te weten: meditatie op het licht, op geluid, op woord en op nectar. Deze benamingen zijn nu vervallen en de vier meditatietechnieken worden nu aangeduid met nr 1 t.m. 4.
Naast de meditatie kende de Divine Light Mission nog twee andere grondregels, namelijk: satsang en service. Onder 'satsang' verstaat men voordrachten, waarin de kennis gepropageerd wordt, waarin getuigd wordt van de alom-aanwezigheid van Maharaj Ji, waarin raad gegeven werd ter oplossing van problemen. 'Service' betekent dienen en dienst doen. Van ieder lid van de beweging verlangde men dat zij/hij zich inzet voor de beweging, voor de verspreiding en de instandhouding ervan.
In de presentatie stond de figuur van goeroe Maharaj Ji voorop. Hij was volkomen meester (Engels: Perfect Master), die aan ieder de waarheid kan onthullen, die het antwoord heeft op alle vragen. In de werving werd dan ook altijd verwijzen naar de goeroe. Nieuwe leden trachtte men te werven door het organiseren van lezingen, het houden van introductieavonden, het toezenden van propagandamateriaal.
Dr. Reender Kranenborg beschouwt Elan Vital als een afgeleide van Sant Mat-beweging die in de 19e eeuw in India is gesticht.

## De vier meditatietechnieken, genaamd "Kennis"
De vier meditatietechnieken, genaamde "Kennis" zijn officieel geheim. Ze waren als volgt volgens Kranenborg (1982).
- De 'meditatie van het licht' houdt in dat men de ogen sluit en met de duimen op de oogballen drukt zodat deze naar elkaar toe gaan en als het ware 'het derde oog' geopend wordt. Na verloop van tijd ziet men dan het licht. De oorspronkelijk bedoeling van deze oefening, zoals die in het tantrisme beoefend wordt, is inderdaad het openen van 'het derde oog' tussen de wenkbrauwen op het voorhoofd, maar dan wel na een lange en zware training.
- De 'meditatie van het geluid' houdt in dat men de oren met de duimen dichtdrukt, met de handen op de slapen. Na verloop van tijd hoort men het geruis van het bloed en ten slotte hemelse muziek. Oorspronkelijk is deze oefening een sabda-brahman-meditatie, waarin men uitgaat van de eeuwige trillingen die de basis van het universum vormen en het goddelijke uitmaken. De filosofie van de ook in Nederland aanwezige Radha Soami Satsang is hierop gebaseerd.
- De 'meditatie van de nectar' houdt in dat men met de tong achter de huig probeert te komen. Wie hierin slaagt proeft de nectar. Deze oefening komt oorspronkelijk uit de yoga, waar ze een onderdeel vormt van de uitgebreide ademhalingsoefeningen.
- De 'meditatie van het woord' bestaat hieruit dat men de adem naar binnen volgt en bij het uitademenen mantra’s gebruikt: 'hamsa' en 'soham', resp. als betekenis hebbend ‘zwaan’ (de goddelijkheid) en 'dat ben ik' (namelijk:dat goddelijke). Deze oefening is verwant met de 'japa' of mantra yoga, zoals we die ook tegenkomen bij de Transcendente Meditatie en bij de Hare Krishna’s.

Volgens Kranenborg zijn deze vier meditaties niet uniek, maar zijn ze door de DLM losgemaakt van het verband waarin ze passen en sterk vereenvoudigd.
Wetenschappers beweren dat de Kennis die Rawat aanbiedt, voortkomt uit de Indiase Sant-traditie, die de nadruk legt op de innerlijke geestelijke ervaring en de appreciatie van de leraar, of volmaakte meester, als “een belichaming van God op aarde”. De 14de-eeuwse Sant-dichter Kabir schreef: “Guru en God verschijnen beiden voor me. Voor wie moet ik knielen? Ik buig voor de guru die mij God heeft getoond.”
“Prem Rawats leer is verwant aan de middeleeuwse nirguna bhakti (vormeloze devotie) traditie uit Noord India, meer bekend als Sant. De nadruk wordt gelegd op universaliteit, gelijkheid, directe ervaring, kritiek op blinde navolging van godsdienstige rituelen en dogma’s, en een tendentie naar syncretisme.” De Sants schreven de ‘goddelijke naam’ verlossende macht toe en wezen godsdienstige rituelen af, omdat deze geen waarde zouden hebben. Ze beschouwden ware godsdienst als een kwestie van overgave aan God “die in het hart verblijft.”
Volgens Rawat kunnen leerlingen, dankzij de technieken van Kennis die hij onderwijst en met hulp van en inspiratie door de leraar, de innerlijke goddelijkheid ervaren. De wijze waarop Kennis in het begin van de jaren zeventig werd gebracht en die gebaseerd leek op het hindoeïsme, werd destijds door westerse godsdienstwetenschappers bekritiseerd omdat deze te weinig inhoud zou hebben of omdat het te veel weg had van een “christelijke evangelisatie campagne.” “Rawat zelf, die zich destijds in het openbaar vaak gedroeg als een tiener (wat hij ook was), werd beschouwd als onvolwassen en daarom onbevoegd om als godsdienstige leraar op te treden.”
Na de breuk met zijn familie in 1974 verklaarde Rawat zichzelf als enige bron van gezag voor zover het ging om het leraarschap in relatie tot Kennis en de leiding over de DLM schafte hij de Indiase en hindoeïstische tradities af en legde hij de nadruk op de ervaring van Kennis. Aan het begin van de jaren tachtig liet hij de ashrams sluiten, deed afstand van de overige hindoeïstische tradities en van de titel ‘guru’ en sprak hij zijn publiek toe als Maharaji, een leraar. Zijn werk werd van toen af aan logistiek ondersteund door een nieuwe, tot het minimum gereduceerde organisatie, Elan Vital.
Beoefenaars beschrijven kennis als iets innerlijks en hoogst individueels, dat los staat van iedere sociale structuur, status, groepsgebeuren, cultuur of dogma en melden dat Rawat hen geen religie of ethische gebruiken leert. Rawat adviseert zijn leerlingen de technieken van Kennis op zijn minst één uur per dag te beoefenen om er het meeste profijt uit te halen.
In 2005 heeft Rawat een stapsgewijs leertraject ingevoerd dat iedereen zelfstandig, thuis en in eigen tempo kan doorlopen ter voorbereiding op het ontvangen van Kennis. De stappen, ‘Sleutels’ genoemd, bestaan uit vijf sets dvd’s die de geïnteresseerde voorbereiden op het leren en beoefenen van de technieken van Kennis. De zesde sleutel is de ‘Kennissessie’, een multimediapresentatie die beschikbaar is in vijftig talen. Hoewel een kleine bijdrage wordt gevraagd voor de verpakkings- en verzendkosten, zijn er in het geheel geen kosten verbonden aan het leren van de technieken.

## Voetnoten
1. ↑  tekst van het lied in Engels
2. ↑  Melton, J. Gordon The Encyclopedia Handbook of Cults in America, p. 143, Garland Publishing (1986) ISBN 0-8240-9036-5
3. ↑  Geaves, Ron, Globalization, charisma, innovation, and tradition, 2006, Journal of Alternative Spiritualities and New Age Studies, 2 44-62.
4. ↑   Kranenborg, Reender, Oosterse Geloofsbewegingen in het Westen ISBN 90-210-4965-1
5. ↑  Hadden, Religions of the world, p. 428 “De meditatietechnieken die vandaag door Maharaji worden onderwezen zijn dezelfde technieken die hij van zijn vader, Hans Ji Maharaj, leerde, die ze op zijn beurt van zijn spirituele leermeester Sarupanand meekreeg. Volgens Maharaji is Kennis ‘een manier om al je zintuigen, die tot nu toe naar buiten waren gericht, om te draaien en naar binnen te richten, zodat je jezelf kunt voelen en werkelijk ervaren’…”
6. ↑   Stephen J. Hunt Alternative Religions: A Sociological Introduction (2003), pp. 116-7, Ashgate Publishing, Ltd. ISBN 0-7546-3410-8 “Het bereiken van het ware zelf is een proces dat ieder mens individueel moet doormaken, maar een leraar kan daarbij wel helpen en sturen.”
7. ↑   Geaves, Ron, Globalization, charisma, innovation, and tradition: An exploration of the transformations in the organisational vehicles for the transmission of the teachings of Prem Rawat (Maharaji), 2006, Journal of Alternative Spiritualities and New Age Studies, 2 44-62 “De leer was hoofdzakelijk Hindoe van oorsprong en ging uit van een wereldbeschouwing waarin transmigratie van de ziel, karma, en menselijke avatars werden aanvaard, en die verankerd was in een interpretatie van de Upanishads en de Bhagavad-Gita. Een oplettende luisteraar zou echter de radicale stem van de Noord-Indiase Nirguna Bhaktas, ook Sants genoemd, kunnen herkennen, met name die van Nanak en Kabir, en dan vooral wat betreft de boodschap van universaliteit, gelijkheid en de nadruk op innerlijkheid ten opzichte van de hindoeïstische uiterlijke rituelen.”
8. ↑   Hummel“Tijdens een toespraak in 1975 in Orlando/Florida, spreekt hij een taal die verwant is aan die van Amerikaanse evangelisten.”
9. ↑  Kranenborg, Reender (1982) Oosterse Geloofsbewegingen in het Westen ISBN 90-210-4965-1
10. ↑  Hummel, Reinhart Indische Mission und neue Frömmigkeit im Westen. Religiöse Bewegungen in westlichen Kulturen, p. 79 Stuttgart 1980, ISBN 3-170-05609-3
11. ↑   Melton. Encyclopedic Handbook of Cults in America, pp. 141-145 “De leer van de DLM, en met name die van de openbare toespraken van Maharaj Ji, werd veroordeeld, omdat ze te weinig inhoud zou hebben. Maharaj Ji, die zich in het openbaar vaak gedroeg als een tiener (wat hij ook was), werd beschouwd als onvolwassen, en dus ook onbevoegd om op te treden als godsdienstig leider.”
12. ↑  Downton - Sacred Journeys 
“Aan het einde van 1973 maakte Guru Maharaj Ji zich los van zijn moeder en zijn Indiase verleden. Hij verklaarde dat hij als enige de geestelijke leiding had van de DLM. In tegenstelling tot andere leraren die naar de V.S. zijn gekomen en hun volgelingen hebben ‘ver-oosterd’, heeft hij zich aan het Westen aangepast, hetgeen de leerlingen interpreteren als een bewuste bedoeling zijn geestelijke leer in onze cultuur te integreren.”
13. ↑  Stephen J. Hunt Alternative Religions: A Sociological Introduction (2003), pp. 116-7, Ashgate Publishing, Ltd. ISBN 0-7546-3410-8 “Maharaji wijzigde zijn oorspronkelijke leer om meer weerklank te vinden in de westerse context. Hij zag in dat de Indiase invloeden op zijn volgelingen in het Westen een belemmering vormden voor een bredere acceptatie van zijn leer. Daarom veranderde hij de toon/stijl van zijn boodschap en legde hij de meeste hindoe tradities en rituelen af.”
14. ↑  Miller, America's Alternative Religions, pp.474
15. ↑   Chryssides, George D. Historical Dictionary of New Religious Movements pp.210-1, Scarecrow Press (2001) ISBN 0-8108-4095-2 “Deze Kennis houdt zelfbegrip in, toegeeflijke kalmte, vrede en tevredenheid, aangezien het diepste wezen van de mens gelijk is aan het goddelijke. Kennis wordt verkregen door inwijding in de vier technieken waarmee de beoefenaar zich naar binnen kan richten… de nadruk wordt gelegd op het feit dat Kennis universeel van aard is, niet specifiek Indiaas.”
16. ↑  Hunt, Stephen J. Alternative Religions: A Sociological Introduction (2003), pp.116-7,
17. ↑   Melton, Encyclopedia of American Religions “Maharaji heeft er alles aan gedaan om afstand te doen van alle Indiase religieuze rituelen waaruit de technieken van Kennis voortkomen en zijn optreden aanvaardbaar te maken voor de vele verschillende culturele achtergronden van zijn leerlingen. Voor hem staat zijn leer los van iedere cultuur, godsdienst, overtuiging of levenswijze.”
18. ↑  J. Gordon Melton, Christopher Partridge (Eds.), New Religions: A Guide: New Religious Movements, Sects and Alternative Spiritualities pp. 201-202, Oxford University Press, USA (2004) ISBN 978-0195220421. “Rawat onderstreept dat het niet een product is van één specifieke cultuur, noch het eigendom van één godsdienstige traditie, en dat het door iedereen kan worden beoefend. Maharaji verklaart dan ook dat hij geen godsdienst onderwijst en dat er geen bijzondere rituelen, feestdagen, bedevaarten, heiligdommen, leerstellingen of schriften zijn, noch kledingvoorschriften, eetgewoonten of andere regels die gewoonlijk godsdienstige levensstijlen kenmerken.”
19. ↑   Geaves, Ron, Globalization, charisma, innovation, and tradition “Hij verlangt geen gehoorzaamheid; de leerlingen die de technieken van Kennis hebben ontvangen, worden geen verplichtingen of verboden opgelegd. In zijn toespraken geeft hij vaak als vuistregel ‘Als het je bevalt, beoefen het, zo niet, ga wat anders zoeken’. Rawat ziet zichzelf ook niet als een voorbeeldig leider, een rol die vaak aan stichters van een geloof wordt toegeschreven.”
20. ↑  https://web.archive.org/web/20070624061554/http://thekeys.maharaji.net/home/
21. ↑  https://web.archive.org/web/20140714195444/http://enjoyinglife.nl/desleutels/nl/